# Litwa właściwa

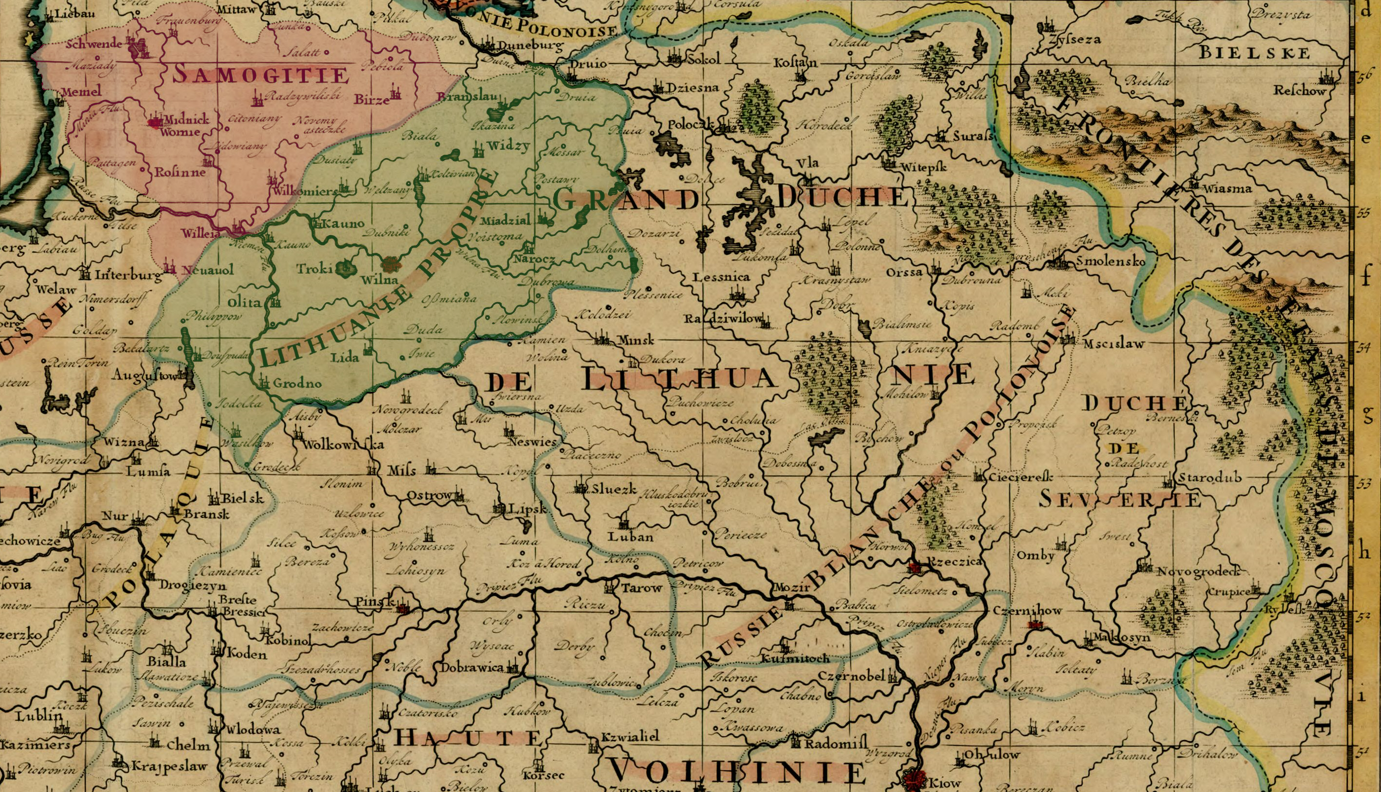
Litwa właściwa (na zielono) i Żmudź (na czerwono) w obrębie Wielkiego Księstwa Litewskiego na mapie z 1712 r.

Litwa właściwa (łac. Lithuania propria) – kraina historyczna, będąca rdzeniem dawnego Wielkiego Księstwa Litewskiego (Litwy historycznej), położona na wschód i południe od rzeki Niewiaży, po Brześć nad Bugiem oraz Mińsk. Centralnymi ośrodkami tego obszaru były Wilno i Grodno. W skład tak pojmowanej Litwy wchodziła Wileńszczyzna i Grodzieńszczyzna, a także tzw. Ruś Czarna (Nowogródczyzna i część Mińszczyzny), czyli terytoria etnicznie przeważnie ruskie, włączone do dziedzictwa Wielkiego Księstwa Litewskiego przez Giedyminowiczów w XIV wieku. Oznacza to, że Litwa właściwa nie oznacza dokładnie tego samego co etniczne ziemie litewskie.
Na zachód od Litwy właściwej (czyli tradycyjnie: na zachód od Niewiaży) rozciągała się odrębnie traktowana Żmudź. Z kolei na wschód od Litwy właściwej położona była tzw. Ruś Biała, ciągnąca się po Witebsk i Mohylów (przedrozbiorowe województwa: połockie, witebskie i mścisławskie i smoleńskie).

## Galeria

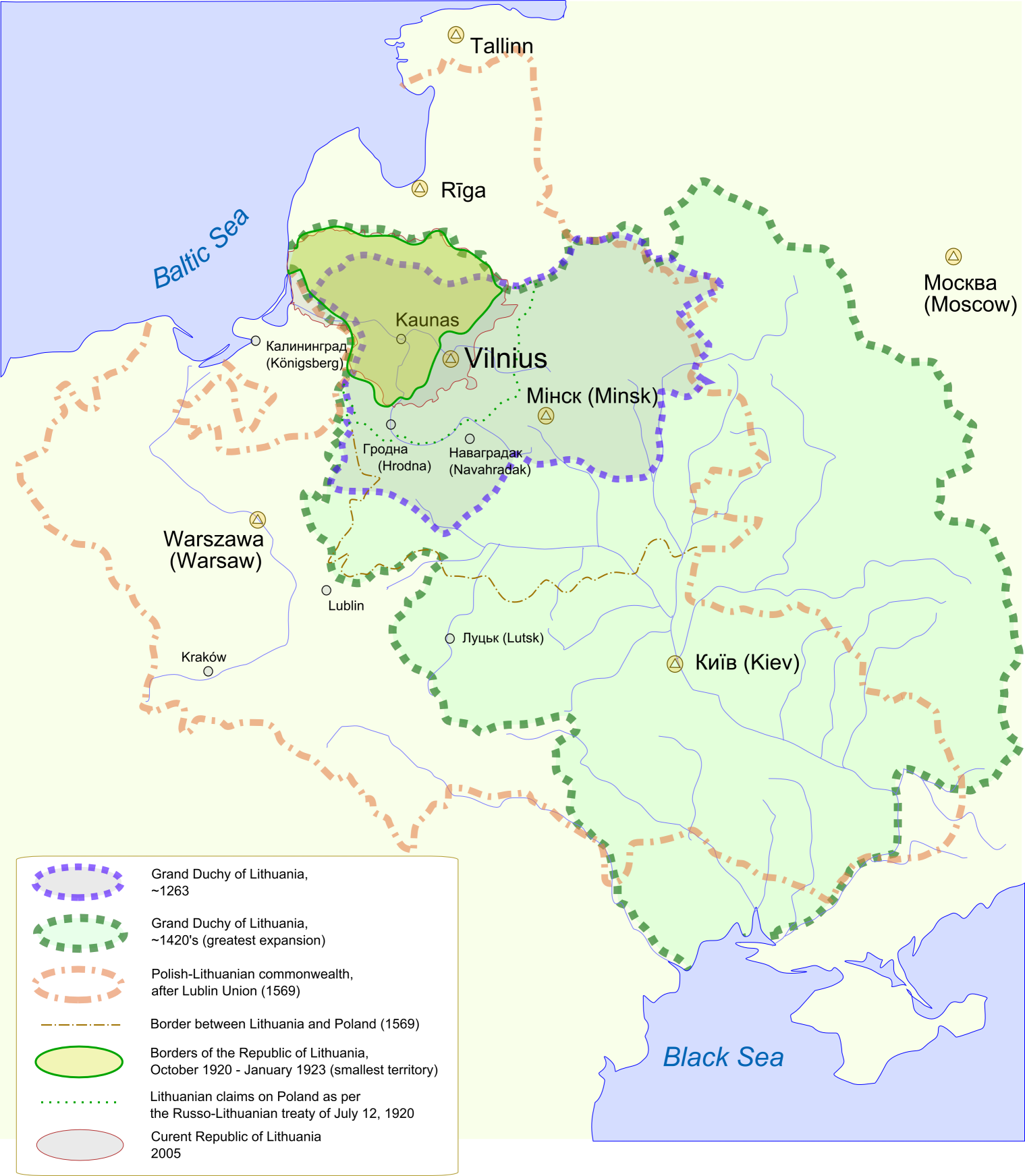
Stopniowe powiększanie się Wielkiego Księstwa Litewskiego
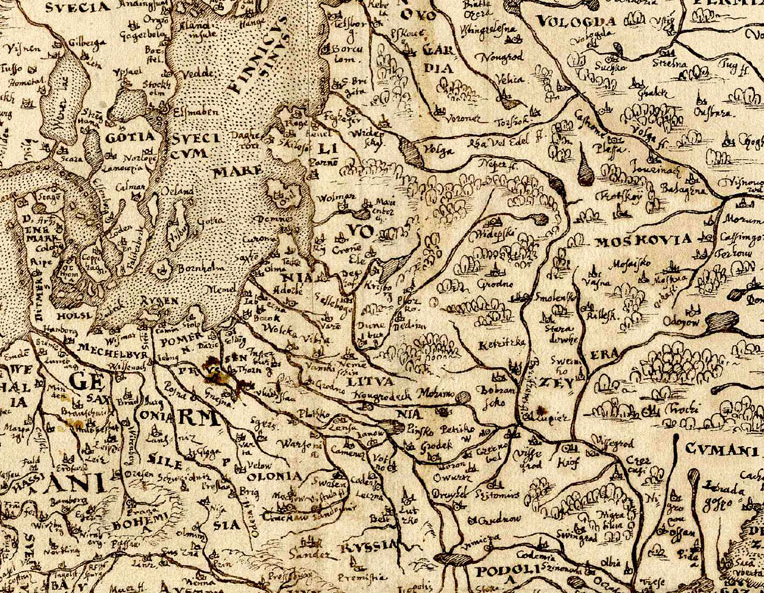
Wielkie Księstwo Litewskie na mapie z 1570 r.